# Phyllopodopsyllus pauli
Phyllopodopsyllus pauli är en kräftdjursart som beskrevs av Crisafi 1960. Phyllopodopsyllus pauli ingår i släktet Phyllopodopsyllus och familjen Tetragonicipitidae. Inga underarter finns listade i Catalogue of Life.